# Tó-patak
A Tó-patak a Mátrában ered, Ivád településtől délnyugatra, Heves vármegyében, mintegy 220 méteres tengerszint feletti magasságban. A patak forrásától kezdve keleti irányban halad, majd Pétervására délkeleti részénél éri el a Tarna-patakot.

## Part menti települések
- Ivád
- Pétervására